# Wupper-Ennepe-Hochflächen
Die Wupper-Ennepe-Hochflächen sind eine Naturräumliche Einheit mit der Ordnungsnummer 338.13 auf Teilen des Stadtgebiets der bergischen und westfälischen Städte Kierspe (nordwestliche Ecke bei Rönsahl), Wipperfürth (Gebiete östlich der Wupper), Hückeswagen (östlich der Wupper), Radevormwald (fast das gesamte Stadtgebiet), Halver (westlicher Rand), Ennepetal (westlich der Heilenbecke), Schwelm (südlicher Teil) und Wuppertal (Wohnquartier Ehrenberg). Sie gehört zur Über-Haupteinheit Bergische Hochflächen (Ordnungsnummer 338) in der Gliederung Bergisch-Märkische Hochflächen (Ordnungsnummer 338.1, auch Nordbergische Hochflächen genannt).

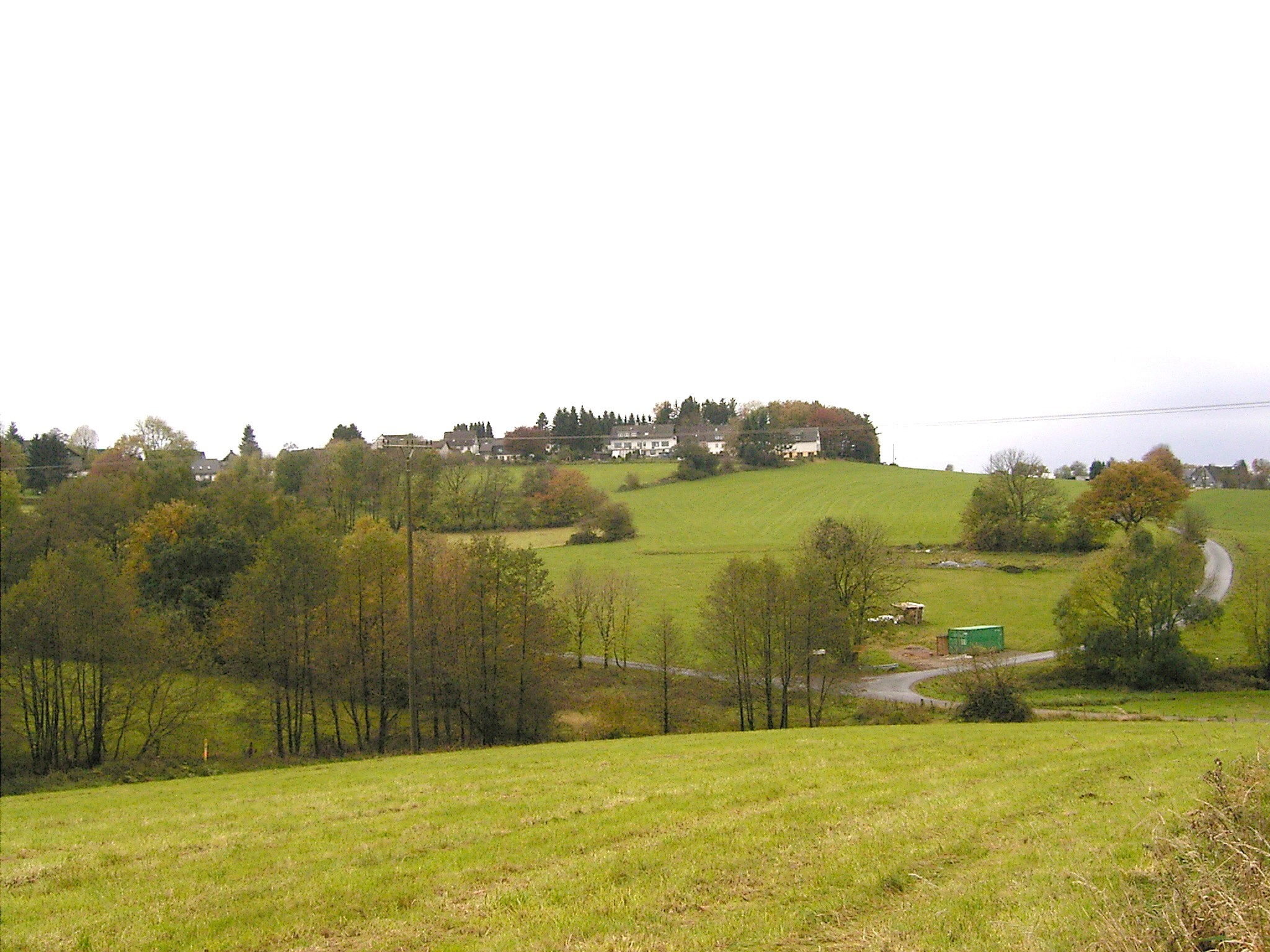
Typische Landschaft auf den Hochflächen

Die naturräumliche Einheit umfasst die zwischen der Wupper und der Ennepe gelegenen Hochflächen mit dem Übergang zur Wuppertaler Senke (Ordnungsnummer 3371.3) im Nordwesten und dem Wipperquellgebiet (Ordnungsnummer 338.3) im Südosten. Sie sind recht flächig erhalten und teils in flache zerriedeltes Rücken gegliedert. Sie ragen in 300 bis 400 m (NN) über die Talsohlen der einfassenden Flüsse hinaus. Dabei ist im Westen der Übergang zum Östlichen Wupperengtal (Ordnungsnummer 338.11) durch eine deutliche Abdachung geprägt. Im Osten belaufen sich die Höhen auf der Wasserscheide zwischen den Flusssystemen der Wupper und der Ennepe von 350 bis 400 m. Die Hochflächen werden durch zahlreiche Quellmulden, Bachtäler und ein wechselvolles Kleinrelief strukturiert.
Die Hochflächen liegen auf der Luvseite der bergischen Wetteraufgleitfläche und besitzen ein sehr regenfeuchtes, wind- und wolkenreiches, sowie nur mäßig mildes Klima. Die Jahresniederschlagsmenge beträgt 1200 mm, die Mai/Juli-Mitteltemperatur 13,5 bis 14 °C. Die Böden sind wenig basenreiche Braunerden auf meist mittelgründigen steinigen und schweren sandig-lehmigen Untergründen.

## Gliederung
- 338.13 Wupper-Ennepe-Hochflächen

- 338.130 Radevormwalder Hochfläche
- 338.131 Bever-Neye-Kerspe-Rückenland